# Malagihal, Hungund
Malagihal là một làng thuộc tehsil Hungund, huyện Bagalkot, bang Karnataka, Ấn Độ.